# Деверуше (филм из 2011)
Деверуше (енгл. Bridesmaids) је америчка филмска комедија из 2011. године, номинована за Оскара за најбољу споредну глумицу и најбољи оригинални сценарио.

## Улоге
| Глумац               | Улога           |
| -------------------- | --------------- |
| Кристен Виг          | Ени Вокер       |
| Маја Рудолф          | Лилијан Донован |
| Роуз Берн            | Хелен Трећа     |
| Мелиса Макарти       | Меган           |
| Венди Маклендон-Кови | Рита            |
| Ели Кемпер           | Бека            |
| Крис О'Дауд          | Нејтан          |
| Џил Клејберг         | Енина мајка     |
| Мет Лукас            | Џил             |